# Temperance (альбом)
Temperance — студийный альбом бразильской певицы Аструд Жилберту, выпущенный в 1997 году на лейбле Canyon International в Японии. Практически все песни для альбома написала сама Жилберту, а также вместе со своим сыном, Марсело Жилберту, выступила в роли продюсера.

## Отзывы критиков
Уильям Грим из All About Jazz заявил, что то, что альбом не был выпущен в США, является настоящим позором, потому что это один из лучших альбомов Аструд Жилберту за последние годы. Он отметил, что прежде всего, альбом стоит своей покупки только из-за записи «How High the Moon», остальные песни, написанные Жилберту, по его мнению, не дотягивают до уровня вокала (а её английские тексты редко выходят за рамки сложности moon / June / croon), но приятны и демонстрируют, что она определенно научилась кое-чему музыкальному, выросшему в тепличной творческой среде Рио-де-Жанейро в 1960-х годах.

## Список композиций
Слова и музыка всех песен Аструд Жилберту, за исключением отмеченных.
1. «How High the Moon» (Уильям Льюис, Нэнси Гамильтон) — 4:30
2. «What You’re Doing to Me» (Аструд Жилберту, Пол Риччи) — 5:22
3. «Beautiful You» — 4:37
4. «Let Yourself Go» — 5:03
5. «Festa Do Berimbau» — 3:52
6. «Flora» — 4:06
7. «Reconciliation» — 4:32
8. «Is It Yokohama or Oklahoma?» — 2:31
9. «There’s Light» (Аструд Жилберту, Марк Ламберт) — 3:59
10. «There’s Light» (Аструд Жилберту, Марк Ламберт) — 4:00
11. «Zurich 3 AM» — 4:52
12. «Movie Review» — 1:49

## Участники записи
- Аструд Жилберту — вокал (1-12), бэк-вокал (1, 2, 4)
- Марсело Жилберту — бас-гитара (1-3, 5, 6-8, 11, 12), ударные (2, 7), тарелки (3), программирование барабанов (3, 7), MIDI-программирование (3), куика (5), перкуссия (5), бэк-вокал (5), MIDI-клавинет (8), тимбал (8), шейкер (9, 10), семплер (12)
- Марк Ламберт — гитара (1, 4-7, 9-12), бэк-вокал (4), клавишные (5, 7, 12), программирование барабанов (7), MIDI-клавинет (8), вокал (9)
- Клифф Корман — клавишные (1, 2, 4, 6-11), MIDI программирование (3)
- Валтинью — куика (1), конги (2, 5, 7, 9, 11), бонго (2), перкуссия (2, 3, 5, 7-11), вокал (3), беримбау (5), сурду (9, 10)
- Джеймс Теобальд — MIDI-перкуссия (1, 6), тимбал (8)
- Портинью — ударные (1, 11)
- Пол Риччи — гитара (2, 7, 8), вокал (2), бэк-вокал (2)
- Дудука Да Фонеска — программирование барабанов (3), конги (5), перкуссия (5), ударные (6, 8, 9, 12)
- Майкл Фрэнкс — вокал (3)
- Ричард Коффи — тромбон (3)
- Лео Траверса — бас-гитара (4, 9, 10)
- Ким Плейнфилд — ударные (4)
- Марио Крус — саксофон-тенор (4, 6)
- Боб Смит — тромбон (4, 6, 9, 10)
- Лью Солофф — труба (4, 6)
- Кимсон Плот — клавишные (5)
- Джей Ашби — тромбон (6)
- Адам Макиннис — клавишные (7), семплер (12)

Все данные взяты из буклета альбома.